# Paardekensgang
De Paardekensgang of Peerdenpoort is een steegbeluik in de wijk Sint-Andries in Antwerpen.

## Geschiedenis
De Paardekensgang is toegankelijk vanaf de Willem Lepelstraat 12 en had oorspronkelijk een verbinding met de achtergelegen Makelarenplaats. Aanvankelijk stonden er paardenstallen in de steeg, maar deze werden omgebouwd tot twaalf arbeiderswoningen. De eerste vermeldingen van de Paardekensgang stammen uit de zestiende eeuw. In de negentiende eeuw lag de gang in een gebied waar zich meerdere beluiken bevonden.
De toegang tot het beluik is overdekt en boven de toegangspoort hangt een beeld van een paardenhoofd. Het beeld is geen oorspronkelijk architectonisch element, maar een moderne toevoeging. Oorspronkelijk bevonden zich aan het begin van de gang drie toiletten. Tot het einde van de twintigste eeuw was hier tevens de enige waterkraan.
In 1927 kregen de woningen een Frans dak waardoor de bovenverdieping meer ruimte kreeg. In 1997 werden de woningen bij een openbare verkoop verkocht en werden de arbeiderswoningen verbouwd. Een deel van de woningen dient als verhuuraccommodatie.

## Galerij

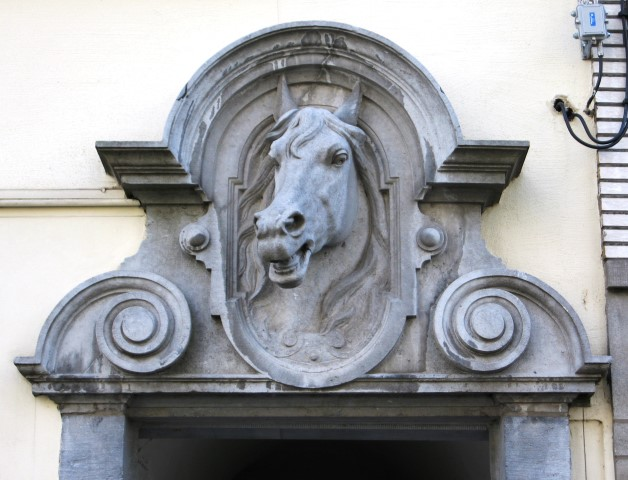
Paardenbeeld
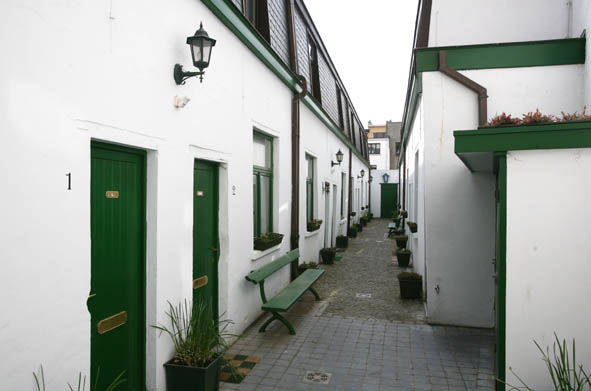
Paardekensgang